# Жанузаков, Телгожа Сейдинулы
Телгожа Сейдинулы Жанузаков (каз. Телғожа Сейдінұлы Жанұзақ; род. 1927) — советский и казахстанский филолог, доктор наук, профессор Института языкознания имени Байтурсынова.

## Биография
Телгожа Сейдинулы Жанузаков родился 15 июля 1927 года в ауле Нарынкол Райымбекского района Алматинской области. Происходит из рода албан Старшего жуза.
В 1951 году успешно окончил Казахстанский государственный университет (ныне Казахский национальный университет имени аль-Фараби). 
В 1951—1980 гг.  Т. С. Жанузаков научный сотрудник (в 1976 году получил звание доктора филологических наук); с 1981 заведующий отделом ономастики в Институте языкознания имени А. Байтурсынова (с 1991 года - профессор), с 1995 года — главный научный сотрудник этого института. 
С 1984 года Т. С. Жанузаков является членом международной ономастической комиссии при городской администрации города Алма-Аты и ученый секретарь Государственной комиссии ономастики при кабинете Министров Республики Казахстан. 
В 1988 году Телгожа Сейдинулы Жанузаков был удостоен Государственной премии Казахской Советской Социалистической Республики.
В 2007 году награжден медалью «Ерен еңбегі үшін». Свидетельство №4211. Указом Президента Республики Казахстан от 7 декабря 2007 года.
В 2022 году награжден орденом «Парасат», Указ Президента РК от 14.10.2022 года. 
Основные научные труды учёного посвящены вопросам ономастики, лексикологии, лексикографии, терминологии и фольклористики. Он опубликовал пять научных монографий и около десятка книг, среди которых: «Очерки казахской ономастики» (Алма-Ата, 1982), «Тюркская ономастика» (Алма-Ата, 1990), "Казахская ономастика" в 5-и томах, (Алматы, 2023) и др.. Всего ученым опубликовано 477 научных работ.   
6 декабря 2023 года в ЕНУ им. Л.Н. Гумилева состоялось открытие фонда ономастики имени Т. Жанұзақ.  

## Трудовая деятельность
1942-1947 гг. Во время Великой Отечественной войны работает в тылу разнорабочим в хозяйствах колхоза: счетоводом, бухгалтером, ст. бухгалтером в райзаготконторе, секретарем комитета комсомола заготовительных организаций Кегенского района Алматинской области, помощником уполномоченного райкома партии по комсомольской линии в колхозах. Участник трудового фронта
1947-1951 гг. Студент филфака Казахского государственного педагогического института им. Абая. После окончания института по решению ученого совета института остается в аспирантуре. Член бюро комсомольского комитета, Каз.ПИ им. Абая.
С 1951-2022 гг. работает в системе Академии наук Казахской ССР и Республики Казахстан. Инспектор отдела аспирантуры Управления кадров АН КазССР, младший научный сотрудник, старший научный сотрудник, ведущий научный сотрудник, заведующий отделом ономастики, главный научный сотрудник Института языка и литературы Академии наук Казахской ССР, Института языкознания им. Ахмета Байтурсынова НАН РК. Член и зам. председателя профкома Института языка и литературы.   Член партбюро, зам. секретаря парткома Института языкознания АН КазССР. Принимал активное участие в качестве составителя и члена редколлегии, впервые созданного в казахском языкознании десятитомного «Толкового словаря казахского языка».
Член Специализированного совета Института языкознания АН КазССР по защите кандидатских и докторских диссертаций по специальности «тюркские языки».
Член Специализированного совета при КазГУ им. С.М. Кирова по защите кандидатских диссертаций по казахскому и русскому языкам.
Член Специализированного совета по защите докторских диссертаций по специальности «тюркские языки» при Институте языкознания АН КазССР.
Член секции ономастики Советского тюркологического комитета.
Член Специализированного совета по защите диссертаций на соискание ученой степени доктора филологических наук (Д. 008. 02.01) при Институте языкознания АН КазССР по специальности 10.02.06.
Член пленума Алматинского областного общества «Қазақ тілі»
Разработал проект Концепции «Упорядочения наименований государственных и административно-территориальных единиц, переименования населенных пунктов и восстановления исторических, географических названий в Казахской ССР» (совместно с акад. А.Кайдаровым).
Член Специализированного совета по защите диссертаций на соискание ученой степени доктора филологических наук при Алматинском государственном университете им Абая.
Разработал проект «Концепции упорядочения личных имен, отчеств и фамилий для лиц казахской национальности Республики Казахстан» (совместно с акад. А.Кайдаровым).
Член государственной ономастической комиссии при Правительстве Республики Казахстан.
Член комиссии программы НАН РК по проведению года «Единство народа – история нации».
Под руководством Т.С. Жанузакова выпущен в свет однотомный толковый «Словарь казахского языка» (Алматы, 1999, 778 с.).
Член Диссертационного Совета Д.53.38.01 по защите диссертации на соискание ученой степени доктора филологических наук по специальностям 10.02.06 – тюркские языки и 10.02.02. казахский язык при Института языкознания им А.Байтурсынова.
Основные научные труды учёного посвящены вопросам ономастики, лексикологии, лексикографии, терминологии и фольклористики. Он опубликовал пять научных монографий и около десятка книг, среди которых: «Очерки казахской ономастики» (Алма-Ата, 1982), «Тюркская ономастика» (Алма-Ата, 1990), Т. Жаңұзақ. Материалы к Биобиблиографии ученых Казахстана. Алматы: Изд-во "Ғылыми басылым", 2022.- 132 с. и др.
Участвовал в международных и республиканских конференциях Алматы, Москве, Ленинграде, Киеве, Ташкенте, Бишкеке, Казани, Санкт-Петербурге, Лейпциге, Кракове, Хельсинки и др., выступал с докладами. Материалы опубликованы в сборниках. 

## Награды и звания
- 1947 г. - Медаль «За трудовую доблесть» в годы Великой Отечественной войны 1941-1945 гг. Указ Президиума Верховного Совета СССР от 6 июня 1945 г., удостоверение АЖ №108722, вручено 28.10.1947 г.
- 1957 г. - Почетная грамота Всесоюзной профсоюзной организации.
- 1970 г. - Медаль в честь 125-летия со дня рождения В.И. Ленина «За трудовую доблесть». Удостоверение от 26 марта 1970 г.
- 1970 г. - Юбилейная грамота за успешную работу в области науки в честь  25-летия Академии наук Казахстана.
- 1975 г. - Юбилейная медаль «30 лет Победы в Великой Отечественной войне. 1941-1945 гг.».
- 1985 г. - Медаль «40 лет Победы в Великой Отечественной войне. 1941-1945 гг». Указ Президиума Верховного Совета СССР от 12 апреля 1985 г.
- 1984 г. - Лауреат Государственной премии имени Чокана Валиханова
- 1988 г. - Лауреат Государственной премии Казахской ССР.
- 1995 г. - Юбилейная медаль «50 лет Победы в Великой Отечественной войне. 1941-1945 гг». По Указу Президента РК от 21 марта 1995 г.
- 1995 г. - Юбилейная почетная грамота к 50-летию Академии Наук Казахстана.
- 2004 г. - Юбилейная медаль «60 лет Победы в Великой Отечественной войне. 1941-1945 гг». Свидетельство №148402.2004,14.IX.
- 2007 г. - Медаль «Ерен еңбегі үшін». Свидетельство №4211. Указом Президента Республики Казахстан от 7 декабря 2007 года.
- 2007 г. Нагрудный знак «За заслуги в развитии науки Республики Казахстан».
- 2010 г. - Юбилейная медаль «65 лет Победы в Великой Отечественной войне. 1941-1945 гг». Сертификат 195433. 27 апреля 2010 г.
- 2013 г. Золотая медаль Европейской научно-промышленной палаты и Diploma Di Merito за создание нового научного направления казахской ономастики и высококачественную профессиональную деятельность.
- 2016 г. Медаль 25-летия Независимости Республики Казахстан.
- 2018 г. Золотая медаль Международной тюркской академии.
- 2019 г. Благодарственное письмо Президента Республики Казахстан К.Ж. Токаева.
- 2020 г. Юбилейная медаль 75 лет Победы в Великой Отечественной войне 1941-1945 гг.
- 2022 г. Орден «Парасат», Указ Президента РК от 14.10.2022 года, (каз. Парасат ордені).